# Federazione Nazionale Stampa Italiana
La Federazione Nazionale Stampa Italiana (FNSI) és el sindicat dels periodistes italians. Va ser fundada el 1908 i refundada el 1943, després de la caiguda del feixisme, per restablir l'autonomia declarada en l'estatut redactat originalment i negada durant l'època de la Itàlia feixista. La FNSI és l'expressió de 20 associacions i sindicats regionals de premsa, sumats a tres associacions de periodistes italians a l'exterior (França, Alemanya i Anglaterra).

## Funcions
- Tutelar la llibertat de premsa.
- Garantir la pluralitat dels òrgans d'informació.
- Tutelar els drets dels periodistes i revaloritzar la professió.